# Tirado-Halbinsel
Die Tirado-Halbinsel (spanisch Península Tirado, in Argentinien Península Laprida) ist eine Halbinsel an der Danco-Küste des Grahamlands auf der Antarktischen Halbinsel. Sie erstreckt sich in nordnordwestlicher Richtung. Ihr nordwestlicher Ausläufer ist der Leniz Point am Argentino-Kanal.
Chilenische Wissenschaftler benannten sie nach Kapitän Hugo Tirado Barrios, dem Leiter der 14. Chilenischen Antarktisexpedition (1959–1960). Der Hintergrund der argentinischen Benennung ist nicht überliefert.